# Stadtgericht Regensburg
Das Stadtgericht Regensburg war ein von 1810 bis 1879 bestehendes Gericht mit Sitz in der Stadt Regensburg im Königreich Bayern. Stadtgerichte hatten in Bayern nur juristische Aufgaben, im Gegensatz zu den Landgerichten älterer Ordnung, die bis 1862 Gerichts- und Verwaltungsbehörde in einem waren.
Das Stadtgericht Regensburg ist einer der Vorläufer sowohl des Amtsgerichts Regensburg als auch des Landgerichts Regensburg.

## Geschichte
Als 1810 das Fürstentum Regensburg zum Königreich Bayern kam, wurde per Dekret am 19. Dezember 1810 das Stadtgericht Regensburg mit den Städten Regensburg und Stadtamhof und den Orten Steinweg, Kumpfmühl, Weichs, Reinhausen, Prüll und Pfaffenstein errichtet. Das Stadtgericht umfasste nach einer Korrektur der Grenzen zugunsten des Landgerichts Barbing seit Februar 1811 den Burgfrieden der Stadt Regensburg sowie die Stadt Stadtamhof sowie die Orte Kumpfmühl und Steinweg. Für Stadtamhof und Steinweg übte das Stadtgericht die nichtstreitige Rechtspflege aus, diese beiden Orte werden daher auch beim Landgericht Stadtamhof bzw. Landgericht Regenstauf aufgeführt. Das Stadtgericht war auch für die Kriminalgerichtsbarkeit in diesen genannten Landgerichten zuständig. Als Stadt- und Kreisgericht war es ab 1818 auch Gericht zweiter Instanz für die umliegenden Landgerichte älterer Ordnung. Diese Aufgabe übernahm 1856 das Bezirksgericht Regensburg. Im Jahre 1879 wurden aus den bestehenden Stadt- und Landgerichten älterer Ordnung um Regensburg die Amtsgerichte Regensburg I (bisheriges Stadtgericht Regensburg mit Ausnahme von Stadtamhof und Steinweg, die dem Amtsgericht Stadtamhof zugeordnet wurden) und Regensburg II (bisheriges Landgericht älterer Ordnung Regensburg) gebildet. Mit Fertigstellung des heutigen Gebäudes des Amt- und des Landgerichts Regensburg in der Kumpfmühler Straße konnten 1905 die Amtsgerichte Regensburg I und Regensburg II zum Amtsgericht Regensburg zusammengelegt werden.
Das neue Landgericht Regensburg als Mittelinstanz wurde zeitgleich aus dem 1857 entstandenen Bezirksgericht Regensburg gebildet und umfasste die Sprengel der bisherigen Landgerichte älterer Ordnung Regensburg, Burglengenfeld, Hemau, Regenstauf, Riedenburg, Stadtamhof und Wörth sowie des Stadtgerichts Regensburg.